# ولایت ساتسوما

نقشه ژاپن در سال ۱۸۶۸ میلادی. این ولایت با رنگ تیره مشخص شده است.

ولایت ساتسوما (به ژاپنی: 薩摩国 Satsuma-no Kuni) یکی از ولایت‌ها در تقسیم‌بندی کشوری قدیم ژاپن بود. این ولایت با نیمه غربی استان کاگوشیمای امروزی در جزیره کیوشو منطبق بوده است.